# 지달하
지달하(池達河)는 조선 전기의 문신이다. 본관은 충주(忠州), 자는 거원(巨源)이다. 고려 판삼사사(判三司事) 충원부원군 지용기(池湧奇)의 6대손이다.

## 생애
진사(進士)로서, 1465년(세조 11년) 식년 문과에 급제하여 병조정랑을 거쳐 이조정랑을 역임하였다.
1481년(성종 12년) 5월 13일 이춘경(李春景), 김자정(金自貞)과 함께 이문(吏文)을 진강(進講)하여 1자급 품계가 올랐다. 이러한 특진에 대해 5월 20일 헌납(獻納) 박원수(朴元秀)가 왕에게 아뢰기를, “이우보(李祐甫), 이명숭(李命崇), 이창신(李昌臣), 이춘경(李春京), 지달하(池達河)에게 특별히 1자급(資級)을 더하는데, 신 등은 그 까닭을 알지 못하겠습니다. 만약 공사(公事)의 잘못을 깨우쳐 주고, 이문(吏文)을 진강(進講)하기 때문에 그들에게 상(賞)준 것이라면, 이것은 모두 신자(臣子)로서 직분(職分)의 일인데, 무슨 공(功)이 있다고 하여 자급(資級)을 더하는 것입니까?” 하니, 왕이 전교(傳敎)하기를, “비록 이런 따위의 일 때문에 품계(品階)를 더한들 무슨 불가(不可)함이 있느냐? 근자에 내가 이러한 몇 사람을 임용하였더니, 과연 쓸 만한 재주가 있었기 때문에 특별히 명하여 품계를 더하는 것이다. 인군(人君)이 그 사람의 훌륭한 점을 보고서도 관작(官爵)으로 상(賞)을 주어 권장하지 아니하면 장차 어떻게 하겠는가?” 하였다.
1481년(성종 12년) 8월 26일 정랑(正郞) 지달하(池達河)는 천추사(千秋使) 홍귀달(洪貴達)이 가지고 온 중국의 병부(兵部)의 자문(咨文)을 읽어 올렸는데, 그 자문에 이르기를, “조선(朝鮮) 사신(使臣)이 왕래하며 자고 머무르게 하기 위하여 진동(鎭東)·진이(鎭夷)·봉황(鳳凰) 등지(等地)에 참(站)을 설치하겠습니다.” 하자 왕이 말하기를, “내가 사은(謝恩)하는 사신을 보내고자 하니, 여러 대신(大臣)들과 의논하라.” 하였다.
1481년(성종 12년) 10월 20일 이조정랑(吏曹正郞) 지달하(池達河)가 질정관(質正官)으로 북경(北京)에 다녀왔다. 왕이 전교(傳敎)하기를, “지달하가 이문(吏文)에 능하다.” 하고, 유의(襦衣)에 2벌을 내렸다.
중국과의 외교문서와 관청의 공문서에 사용된 이문(吏文)과 한어(漢語)에 능하다고 평가되어 1486년(성종 17년) 승문원관에 제수되었다.
1487년(성종 18년) 승문원 참교(承文院參校)로서 중국과의 문서에서 쓰이던 이문(吏文)을 지었다.
1489년(성종 20년) 특진관(特進官) 류지(柳輊)가 왕에게 아뢰기를, “지달하(池達河)는 마음과 행실이 취할 만하고 김자정(金自貞)은 또한 중국말에 정통하니, 이 두 사람이 교훈을 할 만합니다.” 하였다. 벼슬은 정3품 판교(判校)에 이르렀다.

## 가족
- 부인 : 진천 송씨(鎭川宋氏) - 낭장 송광도(宋匡度)의 증손녀
- 부인 : 원주 김씨(原州金氏) - 부사 김유경의 딸, 판서 김을신(金乙辛)의 증손녀